# Pierina Núñez
Pour les articles homonymes, voir Núñez.
Pierina Núñez, née le 13 mars 2000 à Piura au Pérou, est une footballeuse internationale péruvienne. Elle joue au poste d'attaquant à Universitario en 1re division péruvienne.

## Biographie

### Carrière en club
Pierina Núñez devient la septième joueuse péruvienne à s'expatrier lorsqu'elle signe en août 2019 pour l'EdF Logroño, en Espagne. Préalablement, elle s'est distinguée au sein de l'Universitario de Deportes où elle remporte trois championnats du Pérou (voir palmarès).
En 2021, elle s'engage avec le Real Betis en D1 espagnole.

### Carrière en équipe nationale
Elle a évolué en équipes de jeunes d'abord chez les U17, avec laquelle elle participe deux fois au championnat sud-américain des moins de 17 ans (2013 et 2016), puis au sein des U20, où elle a l'occasion de prendre part au championnat sud-américain des moins de 20 ans à trois reprises (2014, 2015 et 2018).
Avec l'équipe A, elle dispute les Copa América 2018 et 2022 et les Jeux panaméricains de 2019. Elle a marqué quatre buts en 22 matchs depuis sa première sélection en 2018.

#### Buts en sélection
| Buts en sélection de Pierina Núñez | Buts en sélection de Pierina Núñez | Buts en sélection de Pierina Núñez     | Buts en sélection de Pierina Núñez | Buts en sélection de Pierina Núñez | Buts en sélection de Pierina Núñez | Buts en sélection de Pierina Núñez |
|                                    | Date                               | Lieu                                   | Adversaire                         | Score                              | Résultat                           | Compétition                        |
| ---------------------------------- | ---------------------------------- | -------------------------------------- | ---------------------------------- | ---------------------------------- | ---------------------------------- | ---------------------------------- |
| 1.                                 | 4 avril 2019                       | Villa Deportiva Nacional, Lima (Pérou) | Colombie                           | 1-2                                | 1-2                                | Amical                             |
| 2.                                 | 29 juin 2019                       | Colegio de la Immaculada, Lima (Pérou) | Bolivie                            | 2-0                                | 4-0                                | Amical                             |
| 3.                                 | 29 juin 2019                       | Colegio de la Immaculada, Lima (Pérou) | Bolivie                            | 3-0                                | 4-0                                | Amical                             |
| 4.                                 | 29 juin 2019                       | Colegio de la Immaculada, Lima (Pérou) | Bolivie                            | 4-0                                | 4-0                                | Amical                             |

## Palmarès
Universitario de Deportes
- Championnat du Pérou (3) :
  - Championne : 2015, 2016 et 2016-2017.